# Ohnivý anděl (román)
Ohnivý anděl je historický román ruského symbolistického básníka Valerije Brjusova z roku 1907. Román vyšel nejprve na pokračování v časopisu ruských symbolistů Věsy (Весы) v letech 1907–1908. Knižně vyšel v roce 1909.

## Opera
Román byl námětem ke stejnojmenné opeře Sergeje Prokofjeva, kterou skladatel složil v letech 1919–1927, ale která byla provedena až po jeho smrti, a to v Paříži v roce 1954.